# 561 (číslo)
Pět set šedesát jedna je přirozené číslo. Následuje po čísle pět set šedesát a předchází číslu pět set šedesát dva. Římskými číslicemi se zapisuje DLXI a řeckými číslicemi φξα.

## Matematika
561 je:
- Deficientní číslo
- Složené číslo
- Nešťastné číslo

## Astronomie
- (561) Ingwelde je planetka hlavního pásu, kterou objevil v roce 1905 Max Wolf

## Roky
- 561
- 561 př. n. l.